# Lillipathes wingi
Lillipathes wingi är en korallart som beskrevs av Opresko 2005. Lillipathes wingi ingår i släktet Lillipathes och familjen Schizopathidae. Inga underarter finns listade i Catalogue of Life.